# Jessentukskaja
Jessentukskaja (russisch Ессенту́кская) ist eine Staniza in der Region Stawropol (Russland) mit 20.166 Einwohnern (Stand 14. Oktober 2010).

## Geographie
Die Staniza liegt am Nordrand des Großen Kaukasus, etwa 130 km Luftlinie südöstlich des Regionsverwaltungszentrums Stawropol, am rechten Ufer des Kuma-Nebenflusses Podkumok, direkt gegenüber der namensgebenden Stadt Jessentuki. Die Stadt Jessentuki und die Staniza Jessentukskaja bilden praktisch eine Einheit mit zusammen knapp über 100.000 Einwohnern.
Die Staniza Jessentukskaja ist Verwaltungszentrum des Rajons Predgorny (wörtlich „Vorgebirgsrajon“); das benachbarte Jessentuki bildet einen rajonfreien Stadtkreis. Zur Ländlichen Siedlung Jessentukskaja gehört neben der Staniza selbst noch die 8 km südlich gelegene Siedlung Gorny.

## Geschichte
Die Staniza wurde 1825/26 auf Veranlassung General Alexei Jermolows von Kosaken gegründet. In den frühen Jahren der Staniza Jessentukskaja handelt dort die Episode Prinzessin Mary aus Michail Lermontows Roman Ein Held unserer Zeit von 1840.
Zunächst befand sich die Staniza am linken Ufer des Podkumok. Unweit dieses Ortsteils entstand der Kurort und die spätere Stadt Jessentuki. Nach dem Zweiten Weltkrieg wurde der gesamte links des Flusses gelegene und weitaus größere Teil der Staniza an die Stadt angegliedert, sodass die Staniza seither nur noch am rechten Flussufer liegt, wo sie mittlerweile (Stand 2010) wieder fast die Vorkriegsgröße erreicht hat. Im Rahmen einer Verwaltungsreform wurde Jessentukskaja am 23. November 1959 Verwaltungszentrum des neu geschaffenen Rajons Predgorny.

### Bevölkerungsentwicklung
| Jahr | Einwohner |
| ---- | --------- |
| 1939 | 21.984    |
| 1959 | 3.897     |
| 1970 | 8.336     |
| 1979 | 10.895    |
| 1989 | 14.424    |
| 2002 | 19.604    |
| 2010 | 20.166    |

Anmerkung: Volkszählungsdaten

## Kultur und Sehenswürdigkeiten
Zwischen 1994 und 2000 wurde in Jessentukskaja die russisch-orthodoxe Mariä-Himmelfahrts-Kirche errichtet.

## Wirtschaft und Infrastruktur
In Jessentukskaja als Zentrum eines Landwirtschaftsgebietes gibt es Betriebe der Lebensmittelindustrie und der Bauwirtschaft. Die nächstgelegene Bahnstation befindet sich in der benachbarten Stadt Jessentuki an der Strecke Mineralnyje Wody – Kislowodsk. Über Jessentuki besteht auch Anschluss an die unweit verlaufenden Fernstraßen M29 von Rostow am Don zur aserbaidschanischen Grenze sowie A157 Karatschajewsk – Pjatigorsk.